# Tanjung Gusti
Tanjung Gusti is een bestuurslaag in het regentschap Deli Serdang van de provincie Noord-Sumatra, Indonesië. Tanjung Gusti telt 1670 inwoners (volkstelling 2010).